# Catalão
Catalão város Brazília Goiás államában. Közigazgatási területe 3778 km², 2007-ben becsült lakosságszáma 75,6 ezer fő volt, melynek 92%-a élt a belterületen.

## Fekvése
833 m tengerszint feletti magasságban fekszik, az állam központi részén (Goiânia 255 km-re nyugatra).
A 18. század közepén érkeztek az első telepesek, 1833-ban vált önálló községgé (municipio).

## Képek

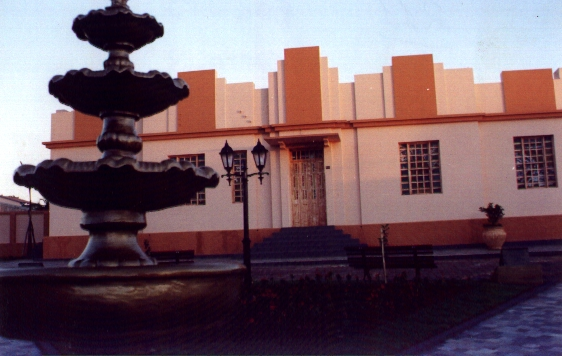
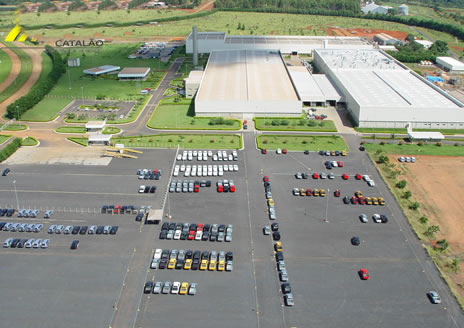
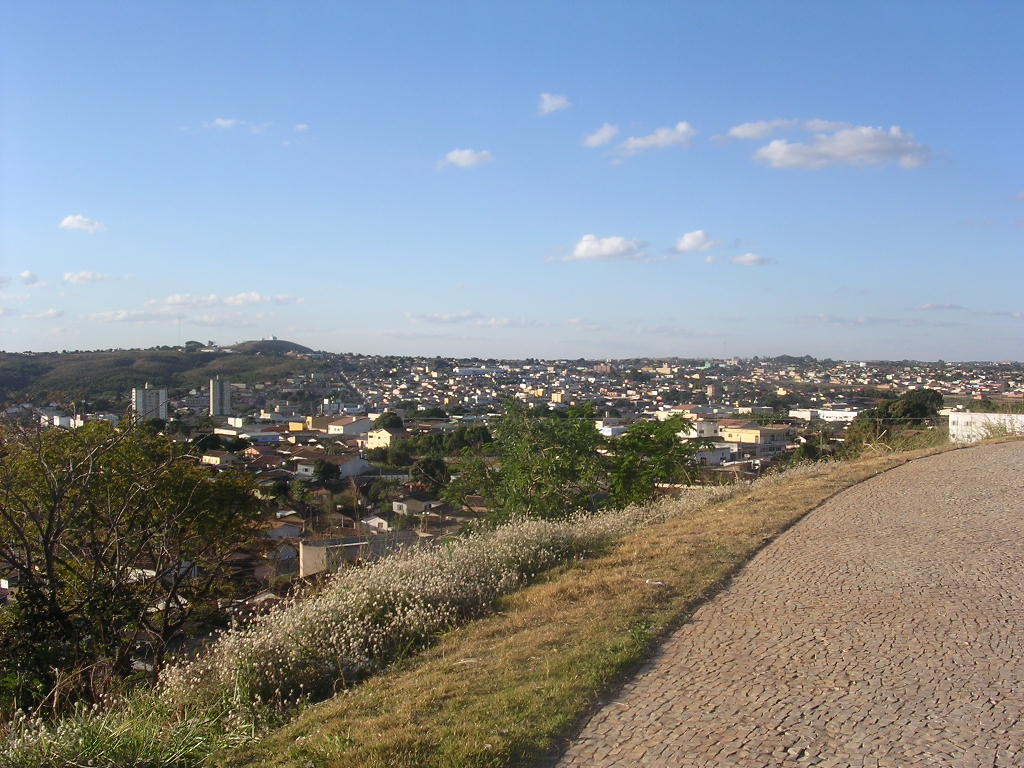
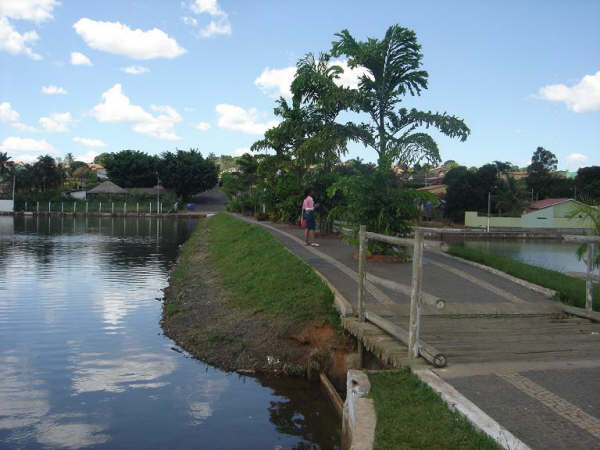
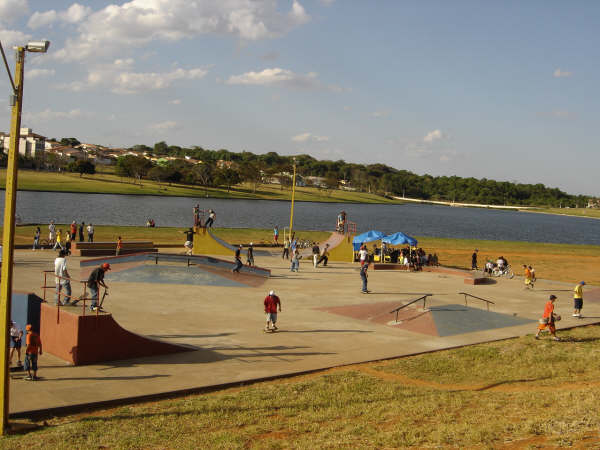
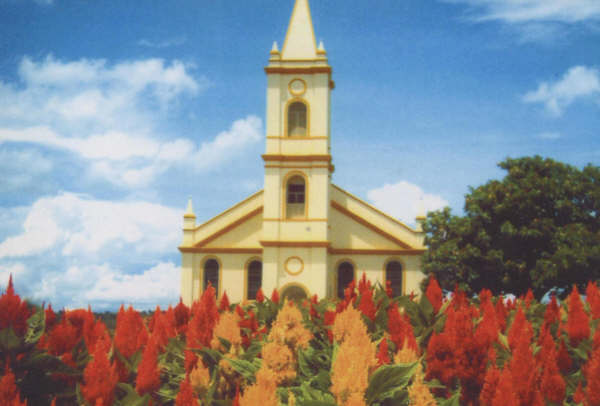
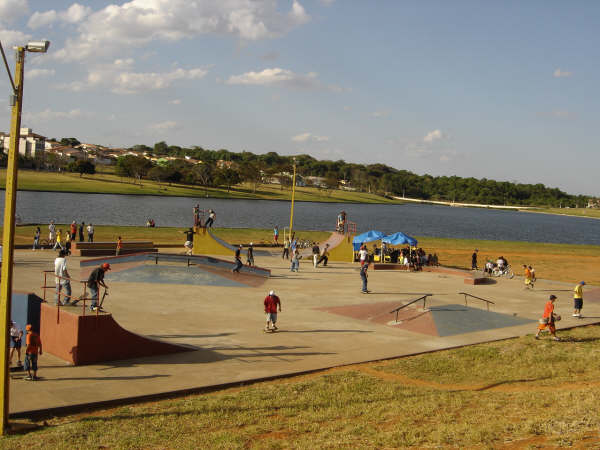
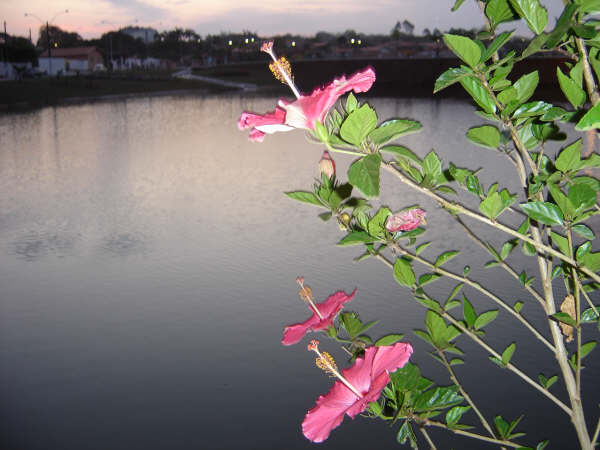

## Népesség
| Lakosok száma | 64 347 | 86 647 | 110 983 | 113 091 | 114 427 |
|               | 2000   | 2010   | 2020    | 2021    | 2022    |